# Faux-Mazuras
Faux-Mazuras è un comune francese di 174 abitanti situato nel dipartimento della Creuse nella regione della Nuova Aquitania.

## Società

### Evoluzione demografica
Abitanti censiti